# النظام التماثلي
النظام التماثلي هي طريقة مستخدمة لنقل المعلومات، حيث تكون فيها المعلومات عبارة عن كميات مادية متماثلة ومتتالية ومستمرة ويمكن لقيمتها أن تتغير، ويسمح أن تكون الإشارة كاملة القيمة أو تساوي صفر أو أية قيمة بين هذه وتلك.

## عملية نقل البيانات
يمكن أن تتم عملية نقل البيانات بإحدى طريقتين:
1. الطريقة الرقميه .
2. الطريقة التماثليه .

### الطريقة الرقمية
نظام رقمي وفيها ترسل المعلومات من طرف إلى آخر على شكل سلسلة من الإشارات كل إشارة قيمتها 1 أو صفرـ مثلاً قد تكون سلسلة الإشارات على الشكل التالي:
1101101010111001000010110

### الطريقة التماثلية
يسمح أن تكون الإشارة كاملة القيمة أو تساوي صفر أو أية قيمة بين هذه وتلك.
ولا بد من أن تستعمل إحدى الطريقتين إذا ما أردنا نقل أية بيانات من مكان إلى آخرـ وينطبق هذا الكلام على جميع عمليات نقل البيانات مهما كان هدفها أو المسافة بين الطرفين المتراسلين وهذه بعض الأمثلة:
نقل البيانات من التلفاز إلى الفيديو (للتسجيل) وهذا النقل هو من النوع التماثلي.
نقل البيانات (أياً كان نوعها) بين جهازي مودم وهذا النوع هو تماثلي أيضاً.
نقل البيانات من وحدة المعالجة المركزية إلى الذاكرة العشوائية (وهذا النوع رقمي)
النظام التماثلي هو نظام معروف في عالم الألكترونيات وهو يعتمد على الإشارة الكهرومغناطيسية في كل الأوامر والمعلومات. أما في تكنولوجيا الصوت فهو في معدات الصوت التسجيلية يحول الموجة الصوتية إلى إشارة كهرومغناطيسية.
في هذه الطريقة يتم تحويل المعلومة إلى إشارة كهربائية على شكل جهد أو تيار كهربائي يتغير تدريجيٌا وباستمرار على مدى معين ويمثل شكل الإشارة في هذه الحالة المعلومة الأصلية ويتماثل معها لذلك تسمى الإشارة التماثلية.

## أمثلة على هذا النظام
المثال الأول:
عندما نتكلم في الهاتف المنزلي في الميكرفون تقوم الالكترونيات التماثلية ـ مثل ترانزستور أو الصمامات ـ قديمًا ـ بتحويل الموجات الصوتية إلى إشارة كهربائية تمثل تغير شدة الصوت وحدته عن طريق تغير سعة الإشارة الكهربائية وترددها حيث تمثل السعة شدة الصوت ويمثل التردد حدة الصوت
المثال الثاني:
من الأمثلة المشهورة التي كثيرًا ما يتساءل البعض عن تفسير لها، هو ما يحدث عندما نقوم بعمل نسخة بجهاز الفيديو، إن النسخة تكون دومًا ذات جودة أقل من الأصل، ويسوء الأمر أكثر عندما تقوم بعمل نسخة جديدة عن الشريط المنسوخ وهكذا. السبب هو أن التقنية المستخدمة في هذا العمل هي تقنية الأنالوج التي تتأثر بالعوامل المختلفة. ففي المثال الأول الخاص بالصوت نجد أن العوائق في طريق الصوت وهو الهواء هنا، كان سببًا في التدهور التدريجي لشدة الصوت. كما أن مقاومة التوصيلات المختلفة داخل الفيديو ونوعية الشريط وشدة أو انخفاض التيار الكهربي وغيره كان سبب تدهور جودة التسجيل في مثال الفيديو، وهكذا.
تستخدم تقنية الأنالوج في الإرسال الإلكتروني الذي يتم فيه إنتاج ترددات متغيرة من أجل إنتاج تغير في التيار الإلكترومغناطيسي. يحدث هذا في الإرسال الإذاعي والتلفوني منذ بدأ وحتى الآن، حيث بدأت تقنية الديجيتال تحل محلها بالتدريج. إن أي تقنية تتضمن تغيرًا أو عدم الثبات أو التباين أو التغير المستمر هي تقنية أنالوج
تشير إلى الطريقة التي يتم فيها تقديم كمية يمكن أن تتفاوت على أي مدى من القيم باستمرار، وذلك على خلاف التقنية الرقمية التي إذا قدمت فيها تلك الكمية على أي مدى، فإنها تكون متساوية دائمًا ولا تتفاوت. يمكن اعتبار معلومات الأنالوج بأنها تلك المعلومات ذات الشكل الطبيعي الذي لمه. ولهذا يمكن عند التفكير بالطبيعة أن نعتبرها أنالوج، حيث تكون فيها المعلومات عبارة عن كميات مادية متماثلة ومتتالية ومستمرة ويمكن لقيمتها أن تتغير، مثل الحرارة أو التيار أو الفولت أو السرعة أو الصوت يتماثل في المراحل المتجاورة، ولكنه لا يتطابق تمامًا فيها بسبب أنه يقل تدريجيًا. إن مثال الصوت يمكن أن يشبه أمثلة أخرى كالحرارة أو السرعة أو غيرها.
ومن ثم يتعامل معها على ذلك الاعتبار، على خلاف الأجهزة الرقمية فهي تتعامل مع الصوت بترجمته إلى أرقام 010001010111010 مكونة من رقمين الصفر والواحد بالشكل السابق عرضه.

## الفرق بين الثماثلي والرقمي
فمن جانب نظام رقمي الـ(digital) يحصلون على المرونة التامة في عمليات هندسة الصوت المتنوعة. ومن جانب الـ(analog) يحصلون على صوت أكثر واقعية وودقة.

### المفاضلة بين التماثلي والرقمي
طبعاً قد تقول أن النظام التماثلي أفضل لأنه يمكننا من إرسال كمية من المعلومات أكثر وبسهولة أكثر ـ ولكن مهلاً فالاشارة الكهربائية التي تمر في هذه الإلكترونيات معرضة للتشويش من المجالات المغنطيسية الموجودة في البيئة المحيطة مما يزيد كثيراً من احتمال حدوث أخطاء وهذه هي أهم مساوئ النظام التماثلي فمن الممكن مثلاً أن يرسل أحد المكونات إلى الآخر إشارة قيمتها نصف ولكن بسبب التشويش ربما تصل الإشارة 0.6 مثلاً.
ولكن في النظام الرقمي إذا حصل خطأ في إرسال الرسالة فإن الحاسب ينتبه فوراً للخطأ ويصلحه مثلاً إذا أرسل أحد المكونات إشارة قيمتها واحد وحدث بعض التشويش الذي جعل الإشارة 0.9 مثلاً فإن المكون الآخر سوف يفهم فوراً أن الإشارة أصلها 1 صحيح ويعتبرها كذلك وهكذا.
لذلك كل من نظام رقمي والنظام التماثلي له حسناته وعيوبه ويعتمد استخدام كلاً منهما على الظروف وجهاز الحاسب هو جهاز رقمي في 99 في المائة من أجزائه ولتوضيح الفكرة لنأخذ نوع من البيانات ولتكن النصوص ودعنا نرى كيف يحول الحاسب النصوص إلى إشارات رقمية ليتمكن من معالجتها وتخزينها.
1. 1 2  Analog vs Digital - Difference and Comparison | Diffen نسخة محفوظة 26 يوليو 2017 على موقع واي باك مشين.
2. ↑  What is Analog? Webopedia نسخة محفوظة 27 يوليو 2017 على موقع واي باك مشين.